# Policy of 3
Policy of 3 (seltener auch Policy of Three) war eine einflussreiche Emocore-Band aus New Jersey / USA.

## Geschichte
Die Band gründete sich 1989 in New Jersey, weshalb sie oft – zumindest geografisch – zu den New Yorker Hardcore-Punkbands gezählt wird. Für die Band waren schon am Anfang ihres Bestehens Einstellungen und Politik sehr wichtig. Gerade auch einigen – vor allem im Umfeld des New Yorker Hardcore-Punk – aufkommenden rechten Einstellungen, die nichts mehr mit Hardcore zu tun hatten, wollte die Band bewusst entgegentreten.
Die Zeit in der die Band entstand und die damit verbundenen Gründe für ihre persönlichen und politischen Einstellungen beschreibt der ehemalige Sänger und Gitarrist Jeffrey Fischer so:

“The real motivation behind the band and the urgency directed to our music probably had more to do with the absurdities which were frequently and consistently expelled from the hardcore/punk scene before and during our early days as a band. This was a time of skinheads and the spectacular implosion of the straightedge scene on the East Coast when the self-righteous fell off the wagon. This was a time of Hare Krishna and vegan fascism […] This was a time of creeping commercialism and slick professionalism. This was a time when hardcore bands praised the Gulf War.”

Die Band verstand sich als Straight-Edge-Band und hatte einen (links-)politischen Anspruch, genauso wie die Mitglieder vegan lebten.
1995 war die Band auf Europa-Tour und spielte unter anderem auch in Deutschland.
Nach der Auflösung der Band 1995 spielten einige der ehemaligen Mitglieder in anderen Bands weiter. Der Bassist Eric “Bull” Gervasi spielt bzw. spielte später bei Montag und Rambo oder der bekannten und einflussreichen Emoband Four Hundred Years. Chris Fry spielt derzeit Schlagzeug bei Melquiades.

## Name
Der Name der Band steht im Zusammenhang mit der modernen chinesischen Geschichte und zeigt zudem auch die (links-)politische Einstellung der Band. In den 1930er Jahren hatten sich Bauern, obwohl eigentlich friedlich, mit Gewalt bzw. Gegengewalt gegen die herrschenden Großgrundbesitzer gewehrt und so für ihre Freiheit und gegen Unterdrückung gekämpft.

## Stil
Der Stil der Band gilt als typisch für das Genre Emo und ist geprägt durch mid-Tempo D.C. Hardcore mit Tempo- und Lautstärkewechseln, melancholischeren Gesangsparts und rauen geschrienen und halb-geschrienen Song-Teilen. Wobei gerade die beiden sich abwechseln und ergänzenden Gesangsstimmen charakteristisch für die Band sind.
Die Band selbst sah sich ebenfalls durch die Hardcore-Punk und Emo-Bands der Ostküste beeinflusst.
Beim Label Ebullition Records ist zum Einfluss der Band zu lesen:

„Policy of 3 helped to define this sound/genera and this release is an amazing testament to one of the great hardcore bands from that time.“

## Diskografie

### EPs
- 1993: Debut (7", Bloodlink)
- 1994: American Woodworking (7", Old Glory Records)

### Alben
- 1993: Dead Dog Summer (LP, Old Glory Records)
- 2004: An Anthology (2×CD, Ebullition Records)

### Samplerbeiträge
- XXX (CD/2×LP)
- Education (LP)
- All the President’s Men (LP)
- The Spirit of Solitude (7" Kompilation)